# Debaryomyces pseudopolymorphus
Debaryomyces pseudopolymorphus är en svampart som först beskrevs av C. Ramírez & Boidin, och fick sitt nu gällande namn av C.W. Price & Phaff 1979. Debaryomyces pseudopolymorphus ingår i släktet Debaryomyces, ordningen Saccharomycetales, klassen Saccharomycetes, divisionen sporsäcksvampar och riket svampar.   Inga underarter finns listade i Catalogue of Life.